# Тулинов, Дмитрий Васильевич
Дмитрий Васильевич Тулинов (20 октября 1915, с. Котово, Курская губерния — 24 мая 1983, слобода Казацкая, Белгородская область) — советский офицер, отличившийся в годы Великой Отечественной войны, Герой Советского Союза (17.11.1943). Капитан (1944).

## Биография
Дмитрий Тулинов родился 20 октября 1915 года в селе Котово (ныне — Старооскольский городской округ Белгородской области). После окончания пяти классов школы работал на железной дороге. 
В 1936 году Тулинов был призван на службу в Рабоче-крестьянскую Красную Армию.
С начала Великой Отечественной войны — на её фронтах. Сначала был пулемётчиком, затем на фронте стал офицером, командиром пулемётного взвода и пулемётной роты. Участвовал в оборонительном сражении на Западной Украине, в Киевской оборонительной операции.
С 1942 года и до конца войны воевал в составе 1339-го стрелкового полка 318-й стрелковой дивизии. Участвовал в оборонительном и наступательном этапах битвы за Кавказ. 
К октябрю 1943 года лейтенант Дмитрий Тулинов командовал стрелковой ротой 1339-го стрелкового полка 318-й стрелковой дивизии 18-й армии Северо-Кавказского фронта. Отличился во время Керченско-Эльтигенской десантной операции. В ночь с 31 октября на 1 ноября 1943 года рота Тулинова переправилась через Керченский пролив и высадилась на побережье Керченского полуострова, закрепившись на плацдарме и отразив более чем тридцати немецких контратак. Во главе своей роты Тулинов штурмом взял близлежащие господствующие высоты, сам был ранен, но продолжал сражаться.
Указом Президиума Верховного Совета СССР от 17 ноября 1943 года за «мужество и героизм, проявленные на фронте борьбы с немецкими захватчиками», лейтенант Дмитрий Тулинов был удостоен высокого звания Героя Советского Союза с вручением ордена Ленина и медали «Золотая Звезда» за номером 2176.
Затем в своём полку воевал на Керченском плацдарме и отличился в Крымской наступательной операции. Летом 1944 года был переброшен на 1-й Украинский фронт, где участвовал в Львовско-Сандомирской и в Восточно-Карпатской наступательных операциях. В сентябре 1944 года был тяжело ранен в Карпатах.
В апреле 1945 года капитан Тулинов был уволен в запас по ранению. Проживал и работал в слободе Казацкая Старооскольского городского округа. Скончался 24 мая 1983 года, похоронен в селе Каплино Старооскольского городского округа.

## Награды
- Герой Советского Союза (17.11.1943)
- Орден Ленина (17.11.1943)
- Орден Красного Знамени (13.01.1944)
- Орден Александра Невского (29.10.1944)
- Орден Отечественной войны 2-й степени (30.08.1943)
- Два ордена Красной Звезды (6.10.1943, 30.05.1944)
- Медаль «За оборону Кавказа»
- Ряд других медалей[1]